# Yohei Toyoda
Yohei Toyoda (豊田 陽平, Komatsu, 11 de abril de 1985) é um futebolista profissional japônes, atacante, milita no Sagan Tosu.

## Carreira
Toyoda fez parte do elenco da Seleção Japonesa de Futebol, nas Olimpíadas de 2008.

## Títulos
Japão
- Copa do Leste Asiática (1) : 2013

Individual'
- J. League 2 Artilheiro (1) : 2011
- J. League Best XI (1) : 2012